# Bolshoi Islands
Die Bolshoi Islands sind eine kleine unbewohnte Inselgruppe in der Kette der Andreanof Islands, die zu den Aleuten gehören. Die Inseln liegen in der Nazan Bay vor Atka Island.
Bolshoi Island ist die größte Insel der Bolshoi Islands.